# Sant Esteve de Vallespirans
Sant Esteve de Vallespirans és una església amb elements romànics i barrocs de les Llosses (Ripollès) inclosa a l'Inventari del Patrimoni Arquitectònic de Catalunya.

## Descripció
Edifici inicialment romànic, però molt modificat posteriorment el segle XVIII; l'absis fou emplaçat per un presbiteri rectangular, i és feu una nova porta (1759) i un campanar baix i massís del segle xii. L'església és envoltada pel clos del cementiri.